# Friedrich Ernst Ludwig von Fischer
Pour les articles homonymes, voir Fischer.
Ne doit pas être confondu avec Johann Baptist Fischer.
Friedrich Ernst Ludwig von Fischer, né le 20 février 1782 à Halberstadt et mort le 17 juin 1854 à Saint-Pétersbourg, est un botaniste allemand au service de l'Empire russe qui fut le directeur du jardin botanique de Saint-Pétersbourg de 1823 à 1850.

## Biographie
Il termine en 1804 ses études d'histoire naturelle et de sciences naturelles à l'université de Halle. Sa thèse porte sur Specimen de vegetabilium imprimis felicum propagatione et lui permet d'obtenir le titre de docteur en médecine. Il est invité en 1806 à aménager le parc du château de Gorenki (ru) du comte Razoumovsky (ancien ministre de l'instruction publique) à côté de Moscou. Grâce à Fischer, le parc devient fameux en Europe. De plus des botanistes viennent y étudier. Fischer dirige le jardin, jusqu'en 1822. Depuis 1812, il est également professeur-adjoint de botanique à l'université de Moscou.
En 1823, après que le jardin des Apothicaires de Saint-Pétersbourg est transformé en véritable jardin botanique et devient le jardin botanique impérial, Fischer en est nommé le directeur. Il garde cette fonction, jusqu'en 1850, faisant du jardin un lieu renommé pour les botanistes européens qui y envoient le résultat de leurs collectes.
Fischer est reçu comme membre-correspondant à l'académie impériale des sciences de Saint-Pétersbourg en 1819. Cependant, il ne publia pas beaucoup, car toutes ses forces furent consacrées au parc de Gorenki et au jardin botanique de Saint-Pétersbourg. Il publia en 1853 un mémoire en français et en latin à propos du genre Astragalus, résultat de ses travaux depuis 1836, dans le Bulletin de la Société impériale des naturalistes de Moscou.

## Publications
- (fr)Plantes recueillies pendant le voyage des Russes autour du monde, Tübingen, 1810.
- (de)Beitrag zur botanischen Systematik, 1812
- (la + fr) Descriptiones plantarum rariorum Sibiriae in:  Mémoires de la Société impériale des naturalistes de Moscou, 1812, tome 3, pp. 56–82
- (la)Zygophyllaceae, Saint-Pétersbourg, 1833
- (la)Enumeratio plantarum novarum a cl. Schrenk lectarum, 1841-1842
- (la)Sertum petropolitanum, 1846-1852
- (la + fr) Synopsis Astragalorum tragacantharum, in: Bulletin de la Société impériale des naturalistes de Moscou, 1853, tome 26, no 4, p. 346–486